# 쿨펠로고현

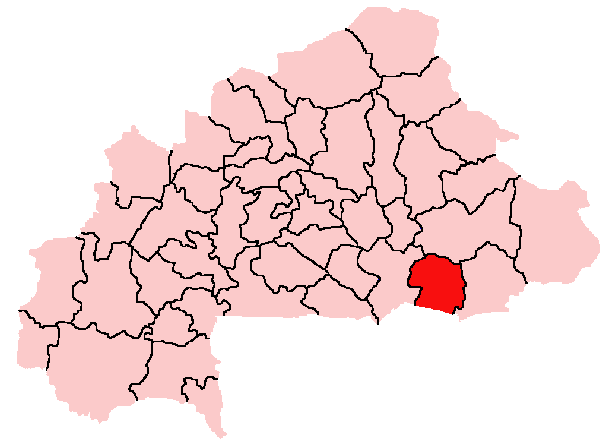
쿨펠로고현의 위치

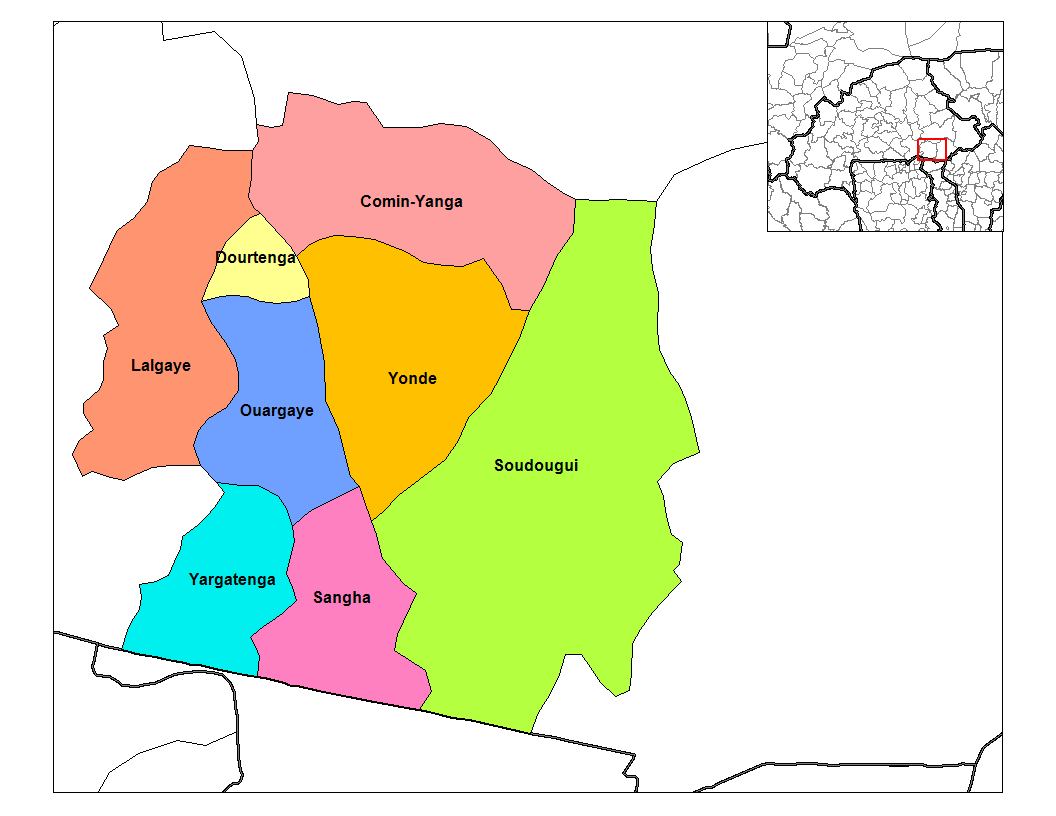
쿨펠로고현의 행정 구역

쿨펠로고현(프랑스어: Koulpélogo)은 부르키나파소 중동부주에 위치한 현으로, 현도는 와르가예이며 면적은 2,497km2, 인구는 259,395명(2006년 기준)이다. 8개 군(코밍양가군, 두르텡가군, 랄가예군, 와르가예군, 상가군, 수두기군, 야르가텡가군, 욘데군)을 관할한다.

## 같이 보기
- 부르키나파소의 주
- 부르키나파소의 현